# Azure DevOps Server
Azure DevOps Server (раніше Team Foundation Server (TFS)) – продукт корпорації Microsoft, комплексне рішення, що об'єднує в собі систему керування версіями, збір даних, побудову звітів, відстеження статусів та змін по проєкту, тестування та призначений для спільної роботи над проєктами з розробки програмного забезпечення. Цей продукт доступний як у вигляді окремого програмного засобу, так і у вигляді платформи для Visual Studio team System (VSTS).
Azure DevOps Server Express — безкоштовна версія для окремих осіб і команд до п'яти розробників.

## Власні сервери чи онлайн
Azure DevOps доступний у двох видах: на власних серверах («Сервер») і онлайн («Сервіси»). Друга форма називається Azure DevOps Services (раніше Visual Studio Online, у 2015 перейменовано на Visual Studio Team Services). Хмарні сервіси покладаються на хмарну платформу Microsoft Azure. Вони використовують ті самі початкові коди, що й версія Azure DevOps для власних серверів із мінімальними змінами і надають найостанніші можливості. Azure DevOps не треба налаштовувати. Користувач логіниться використовуючи обліковку Microsoft, щоб налаштувати оточення, створюючи проєкти і додаючи нових членів команд. Нові можливості розробляють спочатку для хмарної платформи, а потім мігрують до варіанту на власних серверах з інтервалом близько трьох місяців.